# Wincanton Classic 1990
La Wincanton Classic 1990 fou la 2a edició de la Wincanton Classic. La cursa es disputà el 29 de juliol de 1990, sent el vencedor final l'italià Gianni Bugno, que s'imposà en la meta de Brighton.
Va ser la sisena cursa de la Copa del Món de ciclisme de 1990.

## Classificació final
|    | Ciclista           | Equip               | Temps      |
| -- | ------------------ | ------------------- | ---------- |
| 1  | Gianni Bugno       | Chateau d'Ax        | 6h 09' 51" |
| 2  | Seán Kelly         | PDM-Concorde        | + 13"      |
| 3  | Rudy Dhaenens      | PDM-Concorde        | m. t.      |
| 4  | Claudio Chiappucci | Carrera Jeans       | m. t.      |
| 5  | Marc Sergeant      | Panasonic-Sportlife | m. t.      |
| 6  | Michel Dernies     | Weinmann-SMM Uster  | m. t.      |
| 7  | Sammie Moreels     | Lotto-Super Club    | m. t.      |
| 8  | Federico Echave    | CLAS-Cajastur       | m. t.      |
| 9  | Dirk De Wolf       | PDM-Concorde        | m. t.      |
| 10 | Marino Lejarreta   | ONCE                | m. t.      |